# Пријеро
Пријеро (итал. Priero) је насеље у Италији у округу Кунео, региону Пијемонт.
Према процени из 2011. у насељу је живело 366 становника. Насеље се налази на надморској висини од 473 м.

## Становништво
Према резултатима пописа становништва 2011. у општини је живело 487 становника.
| 1931. | 1936. | 1951. | 1961. | 1971. | 1981. | 1991. | 2001. | 2011. |
| ----- | ----- | ----- | ----- | ----- | ----- | ----- | ----- | ----- |
| 986   | 957   | 861   | 684   | 519   | 450   | 405   | 441   | 487   |